# Regierung Hughes I

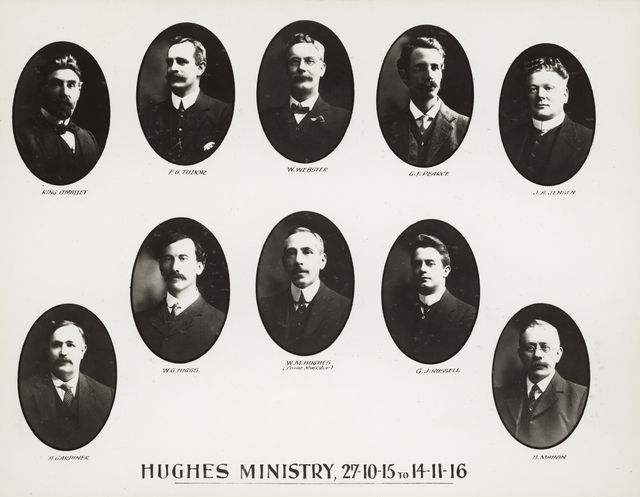
Regierung Hughes I

Die Regierung Hughes I war die elfte Regierung Australiens. Sie amtierte vom 27. Oktober 1915 bis zum 14. November 1916. Alle Mitglieder der Regierung gehörten der Labor Party an.
Die Vorgängerregierung war ebenfalls eine Labor-Regierung. Premierminister Andrew Fisher trat am 27. Oktober 1915 zurück und wurde Hochkommissar im Vereinigten Königreich. Sein Nachfolger als Premierminister wurde der bisherige Generalstaatsanwalt Billy Hughes, der auch Vorsitzender der Labor Party wurde. Australien beteiligte sich mit Freiwilligenverbänden auf der Seite Großbritanniens am Ersten Weltkrieg. Die hohen Verluste z. B. in Gallipoli und der Schlacht an der Somme bei Pozières konnten nicht durch die Meldung neuer Freiwilliger ausgeglichen werden. Premierminister Hughes befürwortete gegen starke Widerstände in der eigenen Partei und bei den die Labor Party unterstützenden die Einführung der Wehrpflicht in Australien. Bei einer Volksabstimmung am 28. Oktober 1916 wurde die Wehrpflicht mit einer knappen Mehrheit abgelehnt. Bereits am Vortag hatten 3 Regierungsmitglieder aus Protest ihr Amt niedergelegt. Am 14. November verließen Hughes und seine Anhänger die Labor Party und gründeten eine neue Partei die National Labor Party. Diese bildete eine Minderheitsregierung, die von der Liberal Party unterstützt wurde.

## Ministerliste
| Amt                                     | Minister        | Amtszeit                              | Bild |
| --------------------------------------- | --------------- | ------------------------------------- | ---- |
| Premierminister und Generalstaatsanwalt | Billy Hughes    | 27. Oktober 1915 – 14. November 1916  |      |
| Verteidigungsminister                   | George Pearce   | 27. Oktober 1915 – 14. November 1916  |      |
| Minister für Handel und Zölle           | Frank Tudor     | 27. Oktober 1915 – 14. September 1916 |      |
| Minister für Handel und Zölle           | Billy Hughes    | 29. September – 14. November 1916     |      |
| Außenminister                           | Hugh Mahon      | 27. Oktober 1915 – 14. November 1916  |      |
| Marineminister                          | Jens Jensen     | 27. Oktober 1915 – 14. November 1916  |      |
| Schatzminister                          | William Higgs   | 27. Oktober 1915 – 27. Oktober 1916   |      |
| Innenminister                           | King O’Malley   | 27. Oktober 1915 – 14. November 1916  |      |
| Generalpostmeister                      | William Webster | 27. Oktober 1915 – 14. November 1916  |      |
| Vizepräsident des Executive Council     | Albert Gardiner | 27. Oktober 1915 – 27. Oktober 1916   |      |
|                                         |                 |                                       |      |
| Assistant Minister                      | Edward Russell  | 27. Oktober 1915 – 27. Oktober 1916   |      |

## Rücktritte
Handelsminister Tudor trat am 14. September 1916, auf Druck der gegen die Wehrpflicht eingestellten Parteibasis seines Wahlkreises, zurück.
Am Vortag der Volksabstimmung zur Wehrpflicht, dem 27. Oktober 1916, erklärten Schatzminister Higgs, der Vizepräsident des Executive Council Albert Gardiner und Assistant Minister Edward Russell ihren Rücktritt.